# Élections législatives de 1876 dans la Haute-Garonne
Les élections législatives de 1876 ont eu lieu les 20 février et 5 mars 1876.

## Résultats à l'échelle du département
| Partis         | Partis                            | Premier tour | Premier tour | Deuxième tour | Deuxième tour | Sièges |
| Partis         | Partis                            | Voix         | %            | Voix          | %             | Sièges |
| -------------- | --------------------------------- | ------------ | ------------ | ------------- | ------------- | ------ |
|                | Bonapartistes                     | 39 877       | 37,89        | 12 276        | 23,40         | 3      |
|                | Républicains, Gauche républicaine | 28 915       | 27,47        | 13 984        | 26,67         | 1      |
|                | Centre gauche                     | 11 521       | 10,95        |               |               | 1      |
|                | Légitimistes                      | 8 495        | 8,07         | 7 898         | 15,05         | 0      |
|                | Extrême-gauche                    | 7 027        | 6,68         | 8 142         | 15,52         | 1      |
|                | Constitutionnels                  | 6 053        | 5,75         |               |               | 0      |
|                | Union républicaine                | 3 726        | 3,54         | 6 712         | 12,80         | 1      |
|                |                                   |              |              |               |               |        |
| Inscrits       | Inscrits                          | 138 416      | 100,00       | 73 360        | 100,00        | 7      |
| Votants        | Votants                           | 106 879      | 77,22        | 52 989        | 72,23         |        |
| Abstentions    | Abstentions                       | 31 537       | 22,78        | 20 371        | 27,77         |        |
| Blancs et nuls | Blancs et nuls                    | 1 635        | 1,53         | 537           | 1,01          |        |
| Exprimés       | Exprimés                          | 105 244      | 98,47        | 52 452        | 98,99         |        |

## Résultats par arrondissement

### Arrondissement de Muret
| Candidats      | Candidats       | Étiquette                | Premier tour | Premier tour |
| Candidats      | Candidats       | Étiquette                | Voix         | %            |
| -------------- | --------------- | ------------------------ | ------------ | ------------ |
|                | Paul de Rémusat | Républicain conservateur | 11 521       | 50,35        |
|                | Charles Niel    | Bonapartiste             | 11 363       | 49,65        |
|                |                 |                          |              |              |
| Inscrits       | Inscrits        | Inscrits                 | 27 683       | 100,00       |
| Votants        | Votants         | Votants                  | 23 028       | 83,18        |
| Abstention     | Abstention      | Abstention               | 4 655        | 16,82        |
| Blancs et nuls | Blancs et nuls  | Blancs et nuls           | 144          | 0,63         |
| Exprimés       | Exprimés        | Exprimés                 | 22 884       | 99,37        |

### Arrondissement de Saint-Gaudens

#### 1recirconscription
| Candidats      | Candidats      | Étiquette          | Premier tour | Premier tour |
| Candidats      | Candidats      | Étiquette          | Voix         | %            |
| -------------- | -------------- | ------------------ | ------------ | ------------ |
|                | Paul Lenglé    | Bonapartiste       | 8 234        | 53,69        |
|                | Thévenin       | Républicain modéré | 7 101        | 46,31        |
|                |                |                    |              |              |
| Inscrits       | Inscrits       | Inscrits           | 20 208       | 100,00       |
| Votants        | Votants        | Votants            | 15 664       | 77,51        |
| Abstention     | Abstention     | Abstention         | 4 544        | 22,49        |
| Blancs et nuls | Blancs et nuls | Blancs et nuls     | 329          | 2,10         |
| Exprimés       | Exprimés       | Exprimés           | 15 335       | 97,90        |

#### 2ecirconscription
| Candidats      | Candidats       | Étiquette           | Premier tour | Premier tour |
| Candidats      | Candidats       | Étiquette           | Voix         | %            |
| -------------- | --------------- | ------------------- | ------------ | ------------ |
|                | Charles Tron    | Bonapartiste        | 7 449        | 56,21        |
|                | Victor Camparan | Gauche républicaine | 5 502        | 43,79        |
|                |                 |                     |              |              |
| Inscrits       | Inscrits        | Inscrits            | 17 165       | 100,00       |
| Votants        | Votants         | Votants             | 13 304       | 77,51        |
| Abstention     | Abstention      | Abstention          | 3 861        | 22,49        |
| Blancs et nuls | Blancs et nuls  | Blancs et nuls      | 53           | 0,40         |
| Exprimés       | Exprimés        | Exprimés            | 13 251       | 99,60        |

### Arrondissement de Toulouse

#### 1recirconscription
| Candidats      | Candidats       | Étiquette           | Premier tour | Premier tour | Deuxième tour | Deuxième tour |
| Candidats      | Candidats       | Étiquette           | Voix         | %            | Voix          | %             |
| -------------- | --------------- | ------------------- | ------------ | ------------ | ------------- | ------------- |
|                | Ernest Constans | Gauche républicaine | 3 752        | 31,04        | 6 489         | 56,14         |
|                | Fr. Delacroix   | Légitimiste         | 2 933        | 24,27        | 3 440         | 29,76         |
|                | Raymond Leygue  | Extrême-gauche      | 2 850        | 23,58        | 1 630         | 14,10         |
|                | Bernard Mulé    | Républicain modéré  | 2 551        | 21,11        |               |               |
|                |                 |                     |              |              |               |               |
| Inscrits       | Inscrits        | Inscrits            | 18 765       | 100,00       | 18 765        | 100,00        |
| Votants        | Votants         | Votants             | 12 404       | 66,10        | 11 644        | 62,05         |
| Abstention     | Abstention      | Abstention          | 6 361        | 33,90        | 7 121         | 37,95         |
| Blancs et nuls | Blancs et nuls  | Blancs et nuls      | 318          | 2,56         | 85            | 0,73          |
| Exprimés       | Exprimés        | Exprimés            | 12 086       | 97,44        | 11 559        | 99,27         |

#### 2ecirconscription
| Candidats      | Candidats                    | Étiquette           | Premier tour | Premier tour | Deuxième tour | Deuxième tour |
| Candidats      | Candidats                    | Étiquette           | Voix         | %            | Voix          | %             |
| -------------- | ---------------------------- | ------------------- | ------------ | ------------ | ------------- | ------------- |
|                | Armand Duportal              | Extrême-gauche      | 4 177        | 33,67        | 6 512         | 56,10         |
|                | Adolphe-Félix Gatien-Arnoult | Gauche républicaine | 3 676        | 29,63        |               |               |
|                | Oldekop                      | Bonapartiste        | 3 080        | 24,83        | 3 573         | 30,78         |
|                | Benezet                      | Légitimiste         | 1 472        | 11,87        | 1 522         | 13,11         |
|                |                              |                     |              |              |               |               |
| Inscrits       | Inscrits                     | Inscrits            | 18 258       | 100,00       | 18 258        | 100,00        |
| Votants        | Votants                      | Votants             | 12 558       | 68,78        | 11 795        | 64,60         |
| Abstention     | Abstention                   | Abstention          | 5 700        | 31,22        | 6 463         | 35,40         |
| Blancs et nuls | Blancs et nuls               | Blancs et nuls      | 153          | 1,22         | 188           | 1,59          |
| Exprimés       | Exprimés                     | Exprimés            | 12 405       | 98,78        | 11 607        | 98,41         |

#### 3ecirconscription
| Candidats      | Candidats                     | Étiquette           | Premier tour | Premier tour | Deuxième tour, | Deuxième tour, |
| Candidats      | Candidats                     | Étiquette           | Voix         | %            | Voix           | %              |
| -------------- | ----------------------------- | ------------------- | ------------ | ------------ | -------------- | -------------- |
|                | Jacques Auguste d'Ayguesvives | Bonapartiste        | 7 228        | 44,31        | 8 703          | 53,73          |
|                | Marc Montané                  | Gauche républicaine | 6 033        | 36,98        | 7 495          | 46,27          |
|                | Amilhau                       | Constitutionnel     | 3 052        | 18,71        |                |                |
|                |                               |                     |              |              |                |                |
| Inscrits       | Inscrits                      | Inscrits            | 19 813       | 100,00       | 19 813         | 100,00         |
| Votants        | Votants                       | Votants             | 16 451       | 83,03        | 16 311         | 82,32          |
| Abstention     | Abstention                    | Abstention          | 3 362        | 16,97        | 3 502          | 17,68          |
| Blancs et nuls | Blancs et nuls                | Blancs et nuls      | 138          | 0,84         | 113            | 0,69           |
| Exprimés       | Exprimés                      | Exprimés            | 16 313       | 99,16        | 16 198         | 99,31          |

### Arrondissement de Villefranche
| Candidats      | Candidats       | Étiquette          | Premier tour | Premier tour | Deuxième tour, | Deuxième tour, |
| Candidats      | Candidats       | Étiquette          | Voix         | %            | Voix           | %              |
| -------------- | --------------- | ------------------ | ------------ | ------------ | -------------- | -------------- |
|                | Jean de Lamothe | Légitimiste        | 4 090        | 30,59        | 6 376          | 48,72          |
|                | Edmond Caze     | Union républicaine | 3 756        | 28,09        | 6 712          | 51,28          |
|                | Constance Piou  | Constitutionnel    | 3 001        | 22,45        |                |                |
|                | D'Auberjon      | Bonapartiste       | 2 523        | 18,87        |                |                |
|                |                 |                    |              |              |                |                |
| Inscrits       | Inscrits        | Inscrits           | 16 524       | 100,00       | 16 524         | 100,00         |
| Votants        | Votants         | Votants            | 13 470       | 81,52        | 13 239         | 80,12          |
| Abstention     | Abstention      | Abstention         | 3 054        | 18,48        | 3 285          | 19,88          |
| Blancs et nuls | Blancs et nuls  | Blancs et nuls     | 100          | 0,74         | 151            | 1,14           |
| Exprimés       | Exprimés        | Exprimés           | 13 370       | 99,26        | 13 088         | 98,86          |